# Oblati
Gli oblati nel monachesimo cristiano (in particolare nella Chiesa cattolica, in quella ortodossa ed in quella anglicana, ma anche in alcune chiese protestanti) sono coloro che si dedicano a Dio o al suo servizio. Il termine oblato (dal lat. oblatum = offerto) indica appunto la donazione di sé a Cristo. Esso può indicare diverse condizioni che hanno visto diverse variazioni nei secoli, ma che sinteticamente possono essere:
- Membro laico o sacerdote di un ordine religioso ma non professo, monaco o suora, che ha affiliato sé stesso nella preghiera alla Casa di un Ordine di sua scelta. Egli ha formulato una promessa formale (rinnovabile annualmente o perpetua, a seconda dell'ordine cui si è affiliato) di seguirne le regole di preghiera nella sua vita privata il più vicino possibile, secondo quanto le circostanze e gl'impegni presi in precedenza glielo permettono. Questi oblati non costituiscono un ordine religioso a sé stante, ma sono membri di una determinata Comunità monastica. Secondo alcuni trovano una certa analogia, anche se ben distinti, con i terziari ammessi in alcuni Ordini minori.
- Nome ufficiale di alcuni ordini religiosi

## Origini e storia
Il termine "oblato" ha avuto significati specifici in diversi periodi della storia della Chiesa. I bambini votati dai loro genitori alla vita monastica in case che seguivano la Regola benedettina erano comunemente noti con questo termine per un secolo e mezzo, quando esso era in voga, ed i concili della Chiesa li consideravano come monaci: ciò fino a che il X Concilio di Toledo (656) proibì la loro accettazione prima che avessero compiuto il decimo anno di età ed accordò loro piena libertà di lasciare il monastero, se lo volevano, quando avessero raggiunto l'età puberale. In seguito papa Gregorio II confermò l'irrevocabilità dell'oblazione da parte dei genitori negando il diritto agli oblati, una volta raggiunta l'età adulta, di lasciare il monastero. Il termine puer oblatus (usato dopo il X Concilio di Toledo) veniva utilizzato per un oblato che non aveva ancora raggiunto tale età e quindi aveva ancora la possibilità di lasciare il monastero, sebbene puer oblatus possa anche riferirsi a qualcuno che entra nella vita monastica.
Successivamente il termine "oblato" fu usato per descrivere quei laici (o laiche) che erano stati messi a riposo dai re o da altri protettori presso monasteri.
Nell'XI secolo l'abate Guglielmo di Hirschau (o Hirsau), nella diocesi di Spira, introdusse frati laici nel monastero. Essi erano di due tipi: i fratres barbati o "conversi", che prendevano i voti ma non erano monaci di clausura o monaci reclusi, e gli "oblati", braccianti o servi che volontariamente, mentre erano al servizio del monastero, si sottomettevano all'obbedienza religiosa ed all'osservanza della regola monastica.
Successivamente il diverso stato dei fratelli laici nei vari ordini monastici ed i continui cambiamenti delle regole che li riguardavano, introdotti dalle varie riforme, eliminarono la differenza fra conversi ed oblati. 
I benedettini cassinesi, ad esempio, distingueva inizialmente fra conversi, commissi ed oblati: la natura dei voti e la foggia della veste erano specificatamente distinte. Il conversus, fratello laico propriamente detto, faceva voto solenne come i monaci del convento ed indossava lo scapolare; il commissus faceva voti semplici ed il suo abito talare era come quello dei monaci ma senza scapolare; l'oblatus faceva voto di obbedienza all'abate, dava sé stesso ed i suoi beni al monastero ed indossava un sobrio abito secolare.
Nel 1625 troviamo il conversus ridotto ad un rango inferiore a quello di commissus, fin dove ciò era possibile, solo per consentire una maggior semplicità nei voti, e questo per un anno (a quei tempi). Egli era di fatto non distinguibile da un oblatus del secolo precedente, tranne che per l'abito. Quindi, nel tardo Medio Evo, oblatus, confrater, e donatus divennero titoli intercambiabili, conferiti a chiunque che, per generosità o servizi speciali prestati al monastero, riceveva il privilegio di divenire membro laico, con una partecipazione alle preghiere e al lavoro dei confratelli.
Canonicamente solo due distinzioni ebbero una qualche conseguenza: primo, che fra coloro che divenivano religiosi per modum professionis e quelli per modum simplicis conversionis, i primi erano monaci ed i secondi oblati; secondo, che fra gli oblati che erano mortuus mundo (cioè chi aveva donato sé stesso ed i suoi beni all'ordine senza riserve) e quelli che mantenevano qualche potere sulla propria persona e sui propri beni, i primi soltanto (plene oblatus) erano considerati persona ecclesiastica, con il godimento pieno dei privilegi e le immunità ecclesiastiche.

## Gli oblati oggi

### Oblati esterni o secolari
Nella pratica odierna molte comunità benedettine contano un certo numero, maggiore o minore, di "oblati ed oblate esterni/e o secolari". Essi fanno parte o del clero o del laicato e sono spiritualmente incardinati ad un monastero ove sono stati accolti dopo una preparazione e percorso proprio e dopo la cerimonia di Oblazione. Attraverso di essa formulano una promessa formale (rinnovabile annualmente o perpetua, a seconda dell'Ordine a cui il monastero appartiene) di vivere pienamente la Regola di San Benedetto nella loro vita in sintonia con il monastero di appartenenza, compatibilmente con gli impegni lavorativi, famigliari o secolari. Il termine "esterni" indica che tali oblati risiedono per lo più all'esterno del proprio monastero, anche se possono essere ammessi a periodi anche lunghi di residenza all'interno di esso. Il termine "secolari" trae origine da una differenza già esistente nel clero suddiviso in "regolare" e "secolare", laddove comunque si indica con quest'ultimo una vita non cenobitica o claustrale, ma più a contatto con la collettività. I laici oblati ed oblate esterni o secolari possono essere coniugati/e o celibi/nubili, vivono del proprio lavoro, fanno parte spiritualmente della Comunità monastica anche se non partecipano alle decisioni capitolari alle quali tuttavia possono essere ammessi/e come uditori. Oblati esterni o secolari chierici o laici cattolici non coniugati che risiedano con continuità nel monastero possono essere accolti come oblati conventuali. Anche non-cattolici possono essere accettati come oblati od oblate esterni o secolari in un monastero cattolico.

### Oblati conventuali
Da distinguersi leggermente dagli altri oblati secolari, vi è un piccolo numero di oblati, "conventuali" o "claustrali", che vivono in una comunità monastica. Coloro che non hanno fatto nulla di ciò precedentemente, dopo un anno di prova possono prendere un impegno per la loro vita nel monastero, che viene ricevuto dai superiori alla presenza dell'intera comunità. Più che a livello di impegno volontario, loro condivideranno la vita della comunità ed accetteranno, senza remunerazione, qualsiasi lavoro o servizio che verrà loro richiesto. Essi non sono considerati monaci o monache. Spesso vestono una veste religiosa simile a quella dei monaci (o monache) ma da questa distinta. Si ritiene talvolta che un oblato conventuale, a differenza di un professo, possa recedere dal suo impegno in qualsiasi momento ed egli sia estromesso automaticamente se il Priore o Abate lo voglia allontanare dalla Comunità per gravi giusti motivi, dopo una semplice consultazione con il Capitolo. La realtà della Regola di San Benedetto e delle singole Comunità monastiche è invece assai attenta e rispettosa della condizione di Fratellanza che non è intesa gerarchicamente o formalmente, ma nel vivere integralmente l'Amore di Cristo anche nelle scelte del quotidiano sempre con Fede, Speranza e Carità, senza mai trascurare anche le condizioni pratiche oltre che spirituali, di ogni singolo componente.

## Ordini religiosi che usano il termine "oblato" nella loro denominazione
Vi sono numerosi ordini religiosi che usano il termine "oblato" nella loro denominazione, o in una versione estesa di essa. Essi non hanno nulla a che fare con gli oblati secolari o con quelli religiosi, e non devono essere confusi con essi. Eccone alcuni:
- Missionari Oblati di Maria Immacolata
- Oblate di San Benedetto, Ancelle dei Poveri
- Oblati dei Santi Ambrogio e Carlo
- Oblati dei Santi Gaudenzio e Carlo
- Oblati di Maria Vergine
- Oblati di San Francesco di Sales
- Oblati di San Giuseppe
- Oblate dell'Assunzione Religiose Missionarie
- Oblate del Cuore di Gesù
- Oblate di Santa Francesca Romana
- Suore Oblate della Provvidenza
- Suore Oblate del Sacro Cuore di Gesù
- Suore Oblate di Gesù e Maria
- Suore Oblate di San Francesco di Sales
- Suore Oblate di San Francesco Saverio
- Suore Oblate di San Luigi Gonzaga
- Suore Oblate del Santissimo Redentore
- Suore Oblate del Santo Bambino Gesù
- Suore Oblate dello Spirito Santo